# Śliz turecki
Śliz turecki (Oxynoemacheilus angorae) – gatunek słodkowodnej ryby karpiokształtnej z rodziny Nemacheilidae.

## Występowanie
Żyje w Azji Mniejszej (Izrael, Jordania, Liban, Syria i Turcja), w dorzeczach rzek wpływających do południowej części Morza Czarnego oraz rzek Zakaukazia i śródziemnomorskiej części Bliskiego Wschodu.

## Budowa
Ciało mocno wydłużone, z przodu walcowate, z tyłu bocznie spłaszczone, pokryty grubą warstwą śluzu; 4 wąsiki w środkowej części wargi górnej i 2 w kącikach ust; ubarwienie grzbietu jest żółtawoszare, wzdłuż boków ciągnie się ciemna smuga. Osiąga długość 6–9 cm.